# Aeroportul Achutupo
Aeroportul Achutupo (IATA: ACU) este un aeroport din Guna Yala, Panama ce deservește zona Achutupu⁠(d). A fost numit după zona deservită.
Situat la o altitudine de 5 m, aeroportul dispune de o singură pistă.